# 玄武 (朱徽煠)
玄武（げんぶ）は、明代に太祖の第18子・岷荘王楩の子・朱徽煠が自立して建てた私年号。1451年旧12月。元武、玄元にも作るが、「元」は康熙帝の諱「玄燁」を避けるために代用されたものである。

## 西暦・干支・他元号との対照表
| 玄武 | 元年    |
| 西暦 | 1451年  |
| 干支 | 辛未    |
| 明   | 景泰2年 |